# Coagula
Coagula es un personaje de la serie Doom Patrol de DC Comics, la primera superheroína transgénero de la editorial.

## Personaje
Coagula es una "mujer" lesbiana y transgénero, ex prostituta y programadora. Después de tener sexo con el exmiembro de Doom Patrol Rebis (un hermafrodita alquímico), Coagula ganó "poderes alquímicos, el poder de disolver cosas por un lado y coagularlas por el otro". Trató de unirse a la Liga de la Justicia, pero quedó implícito que fue rechazada en parte por ser una activista lesbiana transexual;  en su lugar, se unió a la Doom Patrol.  Coagula apareció por primera vez en el número 70, "The Laughing Game", derrotando a The Codpiece, un hombre rechazado convertido en villano con una bragueta de armar mecánica multifuncional. Después de su introducción en los siguientes números, Coagula toma el centro del escenario en Las Guerras de Tiresias, una historia de cinco partes que combina la mitología griega con el recuento retorcido de Rachel Pollack de la Torre de Babel.  El personaje apareció por última vez en "Imagine el amigo de Ari (cuarta parte de cuatro: Un grito por el gran rostro)" en Doom Patrol 87 (febrero de 1995).

## Desarrollo
Coagula fue creada por Rachel Pollack. La sinergia del nombre y los poderes de Coagula se derivan de la frase en latín solve et coagula. Pollack incluyó la prostitución y la programación en el pasado de Coagula porque esas eran las profesiones más comunes para las mujeres trans a principios y mediados de la década de 1990.  Pollack tomó el nombre real de Coagula (Kate Godwin) de Kate Bornstein y Chelsea Goodwin.
El personaje de Coagula le permitió a Pollack exponer a los lectores a temas transgénero antes de ser asesinada, obteniendo comentarios positivos de los lectores que finalmente se vieron representados en las páginas de los cómics. En octubre de 2015 Coagula seguía siendo la única superheroína transgénero prominente de DC Comics y aún no se había reimpreso su primera aparición desde su lanzamiento original.